# Klaus Schuhmann
Klaus Schuhmann (* 30. September 1935 in Oberwiesenthal; † 7. März 2020) war ein deutscher Germanist.

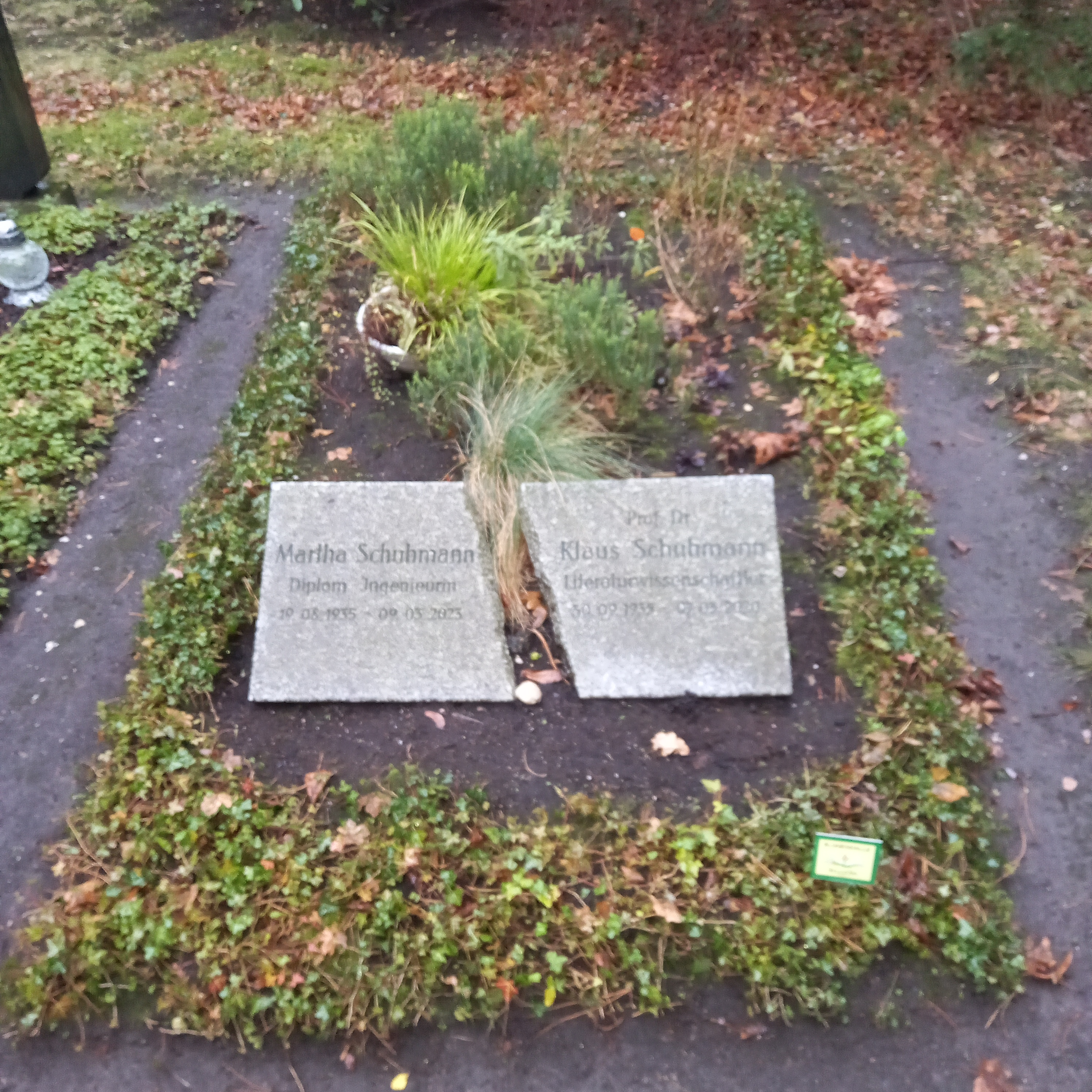
Das Grab von Klaus Schuhmann und seiner Ehefrau Martha auf dem Südfriedhof (Leipzig)

## Leben
Klaus Schuhmann studierte Germanistik und Philosophie an der Karl-Marx-Universität Leipzig. 1962 promovierte er, 1972 folgte die Habilitation. Von 1975 bis 1998 war er ordentlicher Professor an der Universität Leipzig für Neuere Deutsche Literatur des 20. Jahrhunderts.

## Werke (in Auswahl)
- Der Lyriker Bertolt Brecht 1913–1933. Berlin 1964; überarbeitete Fassung München 1971, ISBN 3-423-04075-0.
- Untersuchungen zur Lyrik Brechts. Themen, Formen, Weiterungen. Berlin 1973.
- Weltbild und Poetik. Zur Wirklichkeitsdarstellung in der Lyrik der BRD bis zur Mitte der siebziger Jahre. Berlin 1979.
- (als Hrsg.): sankt ziegenzack springt aus dem ei. Texte, Bilder und Dokumente zum Dadaismus in Zürich, Berlin, Hannover und Köln. Leipzig 1991.
- Lyrik des 20. Jahrhunderts, Materialien zu einer Poetik. Reinbek 1995.
- Walter Hasenclever, Kurt Pinthus und Franz Werfel im Leipziger Kurt-Wolff-Verlag (1913–1919). Ein verlags- und literaturgeschichtlicher Exkurs ins expressionistische Jahrzehnt (= Leipzig – Geschichte und Kultur; 1). Leipziger Universitäts-Verlag, Leipzig 2000, ISBN 3-934565-83-2.
- „Ich gehe wie ich kam: arm und verachtet.“ Leben und Werk Max Herrmann-Neisses (1886–1941). Bielefeld 2003.
- „Ich bin der Braun, den ihr kritisiert …“ Wege zu und mit Volker Brauns literarischem Werk. Leipzig 2004.
- Leipzig-Transit. Literaturgeschichtliche Streifzüge von Wedekind bis Vesper. Leipzig 2005.
- „Seit ein Gespräch wir sind und hören voneinander“ – Ein Kursbuch für das Gedicht-Netzwerk der deutschen Lyrik des 20. Jahrhunderts. Bielefeld 2006, ISBN 978-3-89528-536-3.
- „Ich benötige keinen Grabstein …“. Brechts literarisches Schaffen im Kontext der Literatur des 20. Jahrhunderts. Leipzig 2006.
- Geschichte der deutschen Literatur. Literatur der BRD. Berlin 1983, 2. Auflage 1985, S. 43–67, 220–243, 420–482.